# چشمه سار (شازند)
چشمه سار یک روستا در ایران است که در دهستان پل دو آب واقع شده‌است. چشمه سار ۲۹۴ نفر جمعیت دارد.اسم این روستا در گذشته دنبه بود